# 7113 Остапбендер
7113 Остапбендер (7113 Ostapbender) — астероїд головного поясу, відкритий 29 вересня 1986 року.
Тіссеранів параметр щодо Юпітера — 3,228.